# Wolfgang Mitsch
Wolfgang Mitsch (* 12. Oktober 1955 in Rotenburg an der Fulda) ist ein deutscher Rechtswissenschaftler, Hochschullehrer und Autor.

## Leben
Mitsch studierte an der Universität Würzburg und wurde dort mit der Dissertation Straflose Provokation strafbarer Taten unter Ulrich Weber zum Dr. iur. promoviert. Er habilitierte sich 1991 an der Universität Tübingen mit der ebenfalls von Weber betreuten Schift Rechtfertigung und Opferverhalten. Anschließend war er Privatdozent in Tübingen.
Mitsch übernahm Im Wintersemester 1991/1992 eine Lehrstuhlvertretung an der Ruhr-Universität Bochum, bevor er zum Wintersemester 1992/1993 als Professor an die Universität Potsdam berufen wurde. Dort hatte er bis zum Eintritt in den Ruhestand im Oktober 2021 den Lehrstuhl für Strafrecht mit Jugendstrafrecht und Kriminologie inne.
Er ist Hauptautor zahlreicher Fachmonografien zum Strafrecht, zum Ordnungswidrigkeitenrecht und zur Kriminologie. Zudem hat er Beiträge zu mehreren Strafrechtskommentaren verfasst.

## Werke (Auswahl)
Monografien
- (gem. mit Klaus Ellbogen). Fälle zum Strafprozessrecht (3. Auflage). Verlag Franz Vahlen, München 2023, ISBN	978-3-8006-7003-1.
- Strafrecht in der Examensklausur. Verlag Franz Vahlen, München 2022, ISBN 978-3-8006-6597-6.
- (gem. mit Jürgen Baumann, Ulrich Weber Jörg Eisele). Strafrecht Allgemeiner Teil (13., neu bearbeitete Auflage). Verlag Ernst u. Werner Gieseking, Bielefeld 2021, ISBN 978-3-7694-1246-8.
- (gem. mit Jörg Eisele und Bernd Heinrich). Strafrechtsfälle und Lösungen (7., völlig neu bearbeitete Auflage). Verlag Ernst u. Werner Gieseking, Bielefeld, Bielefeld 2019, ISBN 978-3-7694-1215-4.
- Heranwachsende im deutschen Strafrecht. Verlag Universität Potsdam, Potsdam 2013.
- (gem. mit Walter Gropp und Georg Küpper). Fallsammlung zum Strafrecht (2., aktualisierte und erw. Aufl.). Springer, Berlin 2012, ISBN 978-3-642-28516-5.
- Medienstrafrecht. Springer, Berlin 2012, ISBN 978-3-642-17262-5.
- Fallsammlung zum Ordnungswidrigkeitenrecht. Springer,  Berlin 2011, ISBN 978-3-540-33948-9.
- Recht der Ordnungswidrigkeiten (2., überarb. und aktualisierte Aufl.). Springer, Berlin 2005, ISBN 	978-3-540-00026-6.
- Rechtfertigung und Opferverhalten. Verlag Kovač, Hamburg 2004 (Habilitationsschrift an der Univ. Tübingen, 1991), ISBN 978-3-8300-1153-8.
- Strafrechtlicher Schutz gegen medizinische Behandlung: Zur Problematik des ärztlichen Heileingriffs. Nomos Verlag, Baden-Baden 2000, ISBN 978-3-7890-6667-2.
- Straflose Provokation strafbarer Taten: Eine Studie zu Grund und Grenzen d. Straffreiheit d. agent provocateur. Verlag Schmidt-Römhild, Lübeck 1986 (zugleich Diss. an der Univ. Würzburg, 1986), ISBN 978-3-7950-0825-3

Herausgeberwerke
- Karlsruher Kommentar zum Gesetz über Ordnungswidrigkeiten (5., neu bearbeitete Auflage). Verlag C.H. Beck, München 2018, ISBN 978-3-406-69510-0.
- (gem. mit Bernd Heinrich, Eric Hilgendorf, Wolfgang Mitsch und Detlev Sternberg-Lieben). In memoriam Ulrich Weber: Reden und Vorträge anlässlich der Akademischen Gedenkfeier für Ulrich Weber. Mohr Siebeck Verlag, Tübingen 2016, ISBN 978-3-16-154535-1.